# 高帰彦
高 帰彦（高歸彥、こう きげん、? - 562年）は、北斉の皇族。字は仁英。高歓の従祖弟にあたる。高帰義（高普の父）の弟。

## 経歴
高徽が長安の市で婦人の王氏と私通して帰彦が生まれた。9歳のとき、はじめて高歓と面会して可愛がられた。東魏の武定末年、驃騎大将軍・開府儀同三司・徐州刺史に任じられ、安喜県開国男に封じられた。帰彦は声楽を好んで朝に夕に酔って歌った。帰彦の妻は北魏の上党王元天穆の娘で、たびたび夫婦間のいさかいを起こし、離縁を求めてひそかに高洋に書き送ったが、事がおさまってうやむやになった。
天保元年（550年）5月に北斉が建てられると、6月に帰彦は平秦王に封じられた。嫡母の康氏と生母の王氏をともに太妃として、ふたりの母によく孝事して知られた。召されて侍郎を兼ね、文宣帝（高洋）に親任された。侯景を討った功績により、別封として長楽郡公の位を受け、領軍大将軍となった。領軍将軍の位に大の字が加えられたのは、帰彦を初例とする。天保6年（555年）、帰彦は清河王高岳が帝宮に擬して邸宅を造営していると讒言した。天保9年（558年）5月、尚書左僕射となった。天保10年（559年）、文宣帝が高徳正を処刑すると、その財貨はすべて帰彦に与えられた。乾明元年（560年）2月、司空に上り、禁衛を総知した。
廃帝が晋陽から鄴に入ったとき、楊愔は5000の兵を西中にとどめて、非常事態に備えさせた。廃帝が鄴に入って数日、帰彦がこのことを知ると、ひそかに楊愔・燕子献らを恨んだ。ときに楊愔・燕子献らが常山王高演と長広王高湛の排除を図り、その方策を帰彦に相談した。帰彦は内心を隠して参加し、高元海らと協議した。高元海が高湛に密告し、高湛が楊愔・燕子献らを殺害した。高演が雲龍門に入ろうとしたとき、都督の成休寧が阻止しようとしたため、帰彦が成休寧を説得し、高演は宮中に入ることができた。孝昭帝（高演）が即位すると、帰彦は平原王段韶より上の格式で尊重を受けた。司徒に転じ、尚書令を兼ねた。
皇建2年（561年）9月、帰彦は孝昭帝の命を受けて晋陽宮で済南王高殷（廃帝）を殺害した。11月、孝昭帝が死去すると、帰彦は晋陽から武成帝（高湛）を迎えて鄴に送った。武成帝が即位すると、帰彦は太傅に進み、司徒を兼ねた。帰彦は権勢をふるい、傍若無人にふるまうようになった。高元海・畢義雲・高乾和らはたびたび帰彦の短所を武成帝に言上した。武成帝は魏収を召し出して、帰彦に右丞相の位を加えるべく詔書の草案を書かせようとした。魏収は高元海に相談して、帰彦の権勢を削ぐべく外任として出すよう工作した。そこで太宰・冀州刺史となるよう、高乾和に書き改めさせた。
河清元年（562年）、帰彦が冀州に赴任すると、不安に駆られて反乱を計画した。冀州長史の宇文仲鸞や司馬の李祖挹・別駕の陳季璩や中従事の房子弼・長楽郡太守の尉普興らが反乱計画を察知して密告しようとしたため、帰彦はかれらを捕らえて殺した。武成帝が晋陽にいる虚をついて鄴に入ろうとしたが、平原王段韶の襲撃を受けて冀州南境の城にこもった。城が陥落すると、単騎で北方に逃亡し、交津で捕らえられて鄴に送られた。武成帝が群臣の意見を聞くと、みな赦すべきではないと言上したため、武成帝は劉桃枝に命じて帰彦を斬らせ、子や孫の15人も棄市に処された。仁州刺史の位を追贈された。

## 伝記資料
- 『魏書』巻32 列伝第20
- 『北斉書』巻14 列伝第6
- 『北史』巻51 列伝第39